# Recea, Brașov
Recea là một xã thuộc hạt Brașov, România. Dân số thời điểm năm 2002 là 3299 người.